# Первез Мушараф
Первез Мушараф  (Делхи, 11. август 1943 — Дубаи, 5. фебруар 2023) био је председник Пакистана, генерал и начелник Генералштаба пакистанске армије. Дошао је на власт војним пучем 12. октобра 1999, а председник је постао 20. јуна 2000. године. Поново је изабран за председника 6. октобра 2007. године. Поднео је оставку 18. августа 2008. како би избегао смену.

## Детињство и младост
Рођен је у Дарјанганџу у Делхију у Индији. После поделе Индије и Пакистана његови родитељи су емигрирали у Пакистан и населили се у Карачију. Отац му је радио као службеник у пакистанској амбасади у Турској. У Турској је био од 1949. до 1956. Пре војне академије 1961, школовао се у Карачију и Лахору.

## Војна каријера
Војну академију је завршио у Какулу као 11. у класи. Дипломирао је на штабном колеџу у Квети, колеџ националне одбране у Равалпиндију и Краљевски колеџ у Енглеској. Распоређен је у артиљеријску јединицу. Суделовао је у индијско-пакистанском рату 1965., као поручник у артиљерији. Његова јединица је била део прве оклопне дивизије, која је извршила велики напад на индијску армију у сектору Кемкарана. Иако је та дивизија била понос пакистанске армије и имала је надмоћ и у броју и у тенковима, доживела је тежак пораз. Кемкаран је постао познат као гробље пакистанских тенкова. У индијско-пакистанском рату 1971. био је командант чете специјалаца. Требало је да буду пребачени до Бангладеша, али пребачени су у Пенџаб. Плакао је када је чуо да се Пакистан предао. Касније постаје командант артиљеријске бригаде, па командант пешадијске дивизије. Септембра 1987. предводио је неуспешан напад групе специјалаца у Кашмиру на индијске позиције на глечеру Сјачен.
Генерал-мајор је постао 15. јануара 1991. и командује пешадијском дивизијом. Генерал-пуковник је постао 21. октобра 1995. и преузео је команду над I корпусом пакистанске армије. Када је 1998. генерал Џехангир Карамад дао оставку на место начелника Генералштаба, било је доста других генерала са јачим рангом. Међутим председник владе Наваз Шариф је поставио Первеза Мушарафа као оданог генерала. Током 1999. командује током Каргилског рата са Индијом. Тај сукоб је довео до неповерења између политичара и генерала. Шариф је покушао да нађе дипломатско решење сукоба.

## Војни пуч
Председник владе Наваз Шариф је покушао да смени Первеза Мушарафа док је он био ван земље. Генерали су одбили да прихвате Мушарафово смењивање, а Первез Мушараф је пожурио у земљу и укрцао се на редован авион. Наваз Шариф је наредио да се затвори међународни аеродром у Карачију. У војном пучу без проливене крви генерали су заузели аеродром и збацили владу Наваза Шарифа. Мушараф је стигао у авиону, којему је остало горива тек за неколико минута лета. Наваза Шарифа су ставили у кућни притвор и касније протерали, а Первез Мушараф је de facto преузео власт. Тадашњи председник Пакистана Рафик Терар је остао председник до истека манадата јуна 2001, а онда Мушараф себе проглашава председником.

## Председнички избори
Убрзо након војног пуча неколико судских спорова се повело против легалности Мушарафове позиције, па је Врховни суд Пакистана маја 2000. наредио Мушарафу да се одрже избори до октобра 2002. Да би легализовао своју позицију Мушараф је организовао априла 2002. референдум да му се продужи позиција председника 5 година након октобарских избора 2002. године. Референдум су бојкотовале многе политичке групације, а излазност је била само 30%. Насилно је уклонио и судије Врховног суда, који су гласали да је он узурпирао власт. Неки уредници новина, који су га критиковали су протерани. На општим изборима октобра 2002. победила је промушарафова странка. Међутим није имала натполовичну већину. Новембра 2002. Мушараф предаје део овлашћења новоизабраном парламенту, па је парламент изабрао председника владе. Ипак опозиција је успела да парализује парламент годину дана. Направио је децембра 2003. споразум са савезом исламских партија. Договорио се са њима да напусти армију до јануара 2005, што он касније није испунио. Тај нови савезник му је омогућио да парламент са 2/3 донесе седамнаести амандман, који је ретроактивно легализовао Мушарафов војни пуч из 1999. године. Мушараф је 1. јануара 2004. изгласан у оба дома парламента за председника Пакистана.

## Улога након 11. септембра
После терористичког напада на САД 11. септембра 2001. Первез Мушараф је постао савезник САД против талибанске владе у Авганистану. Мушараф је предао САД три војна аеродрома током рушења талибанске власти 2001. Мушараф се 19. септембра 2001. обратио народу Пакистана и објаснио да би Пакистан могао бити угрожен савезом Индије и САД и да је нужно да ускрати подршку талибанима. У једном интервјуу на СБС-у Мушараф је објаснио како је заменик државног секретара САД запретио Пакистану да ће бити бомбардован и враћен у камено доба, а и државни секретар Колин Пауел је послао сличну поруку. Мушараф је био присиљен да се одрекне талибана, које је претходно подржавао. Помогао је САД са свим потребним обавештајним подацима и логистиком потребном за напад на талибане. Прекинуо је снабдевање Авганистана нафтом и осталим. Омогућио је америчкој војсци да делује унутар Пакистана. Под америчким притиском извео је велику војну офанзиву у племенском подручју Вана. У тешком бомбардовању тога подручја страдали су многи цивили. Његово подржавање америчког рата против терориста ојачало је подршку јавности десним партијама.
Извршио је реформу верских школа мадраса. Забранио је да добијају финансирање из иностранства. У исто време је повећао број обавезних предмета у таквим школама. Због тога су многе мадрасе морале да се затворе. Битно је смањио политиком виза и број страних студената, којима је дозвољено да се школују у мадрасама. 
Због његове улоге у Каргилском рату Индија му није веровала. Група милитаната је 13. децембра 2001. напала индијски парламент. Индија је за напад оптужила Пакистан, а Мушараф је негирао било какво пакистанско мешање. Тада је дошло до снажног притиска САД, па су према Вашингтон посту, добили обећање од Мушарафа да ће Пакистан престати да логистички помаже милитанте да нападају Индију и Кашмир. Мушараф је 12. јануара 2002. оштро осудио исламски екстремизам, као и сва дела тероризма, укључујући и она учињена у име ослобађање Кашмира од Индије. Од средине 2004. Мушараф је започео серију разговора са Индијом о кашмирском проблему.
Преживео је 14. децембра 2003. покушај атентата и тада је снажна бомба експлодирала неколико минута након што је његов конвој прошао преко моста у Равалпиндију. Само 11 дана касније 25. децембра 2003. двојица самоубојица су са аутима бомбама убили 16 људи, а Мушарафа су промашили.